# Пиауи
Пиауи́ (порт. Piauí) — штат на северо-востоке Бразилии. Граничит со штатами Мараньян и Токантинс на западе, Баия на юге, Сеара и Пернамбуку на востоке; с севера омывается Атлантическим океаном. Административный центр — город Терезина.

## География
Штат Пиауи, как и соседний штат Мараньян, расположен на границе между полузасушливым климатом бразильского северо-востока и экваториальным климатом Амазонки. Большую часть территории штата покрывают засушливые саванны — каатинги.
Административный центр Пиауи, город Терезина, является единственной столицей на северо-востоке Бразилии, не расположенной на побережье. В этом городе фиксируются самые высокие средние температуры в стране.
Береговая линия штата составляет всего 66 км и является кратчайшей среди всех штатов Бразилии, имеющих выход к океану.

## История
Первое поселение на территории штата Пиауи было основано в 1674 году. В XVII веке здесь селились бедные дворяне и иезуитские священники, а также индейские и чёрные рабы. С этими переселенцами в штате зародилось животноводство.

## Демография
Согласно сведениям, собранным в ходе переписи 2010 г. Национальным институтом географии и статистики (IBGE), население штата составляет:
| Полное население                       | Полное население                       | Полное население                       | Полное население                       | 3 118 360 |
| -------------------------------------- | -------------------------------------- | -------------------------------------- | -------------------------------------- | --------- |
| в том числе:                           | Городское население                    | 2 050 959                              | Процент городского населения, %        | 65,77     |
|                                        | Сельское население                     | 1 067 401                              | Процент сельского населения, %         | 34,23     |
|                                        | Мужское население                      | 1 528 422                              | Процент мужского населения, %          | 49,01     |
|                                        | Женское население                      | 1 589 938                              | Процент женского населения, %          | 50,99     |
| Плотность населения, чел/км²           | Плотность населения, чел/км²           | Плотность населения, чел/км²           | Плотность населения, чел/км²           | 12,39     |
| Население штата в % к населению страны | Население штата в % к населению страны | Население штата в % к населению страны | Население штата в % к населению страны | 1,63      |

## Административное устройство
Административно штат разделён на 4 мезорегиона и 15 микрорегионов. В штате 224 муниципалитета.

## Экономика
Пиауи является одним из беднейших штатов Бразилии. В штате очень слабо развита промышленность, поэтому основным источником дохода является сельское хозяйство, в особенности пастбищное животноводство (разведение крупного рогатого скота). В штате выращиваются маниок, рис, сахарный тростник, производится сбор карнаубского воска.